# Ioan Alexandru Lapedatu
Ioan Alexandru Lapedatu (n. 6 iulie 1844, Colun, județul Sibiu – d. 6 aprilie 1878, Brașov) a fost un poet, prozator și publicist român transilvănean, reputat profesor de limbi clasice.

## Biografie
Urmează cursurile secundare la Liceul Romano-Catolic din Sibiu. Obține o bursă a societății „Transilvania”, fiind unul dintre primii studenți ardeleni care studiază la Paris (1868-1870). Își ia doctoratul în litere și filosofie, în 1871, la Bruxelles. Va fi apoi profesor de limbi clasice la Liceul Ortodox din Brașov.
În 1877, la Sibiu, Ioan Alexandru Lapedatu a editat împreună cu Visarion Roman „Albina Carpaților”, foaie beletristică, științifică și literară.
A publicat poezii, narațiuni istorice, piese de teatru, basme, adesea de inspirație patriotică, dar de valoare modestă, în revistele „Familia”, „Orientul latin”, „Albina Carpaților” (pe care a condus-o ca director), „Traian” ș.a.
A avut doi fii gemeni, Alexandru, viitorul istoric, și Ion, viitor economist și om politic.
A fost amic al lui Mihai Eminescu.
În toamna lui 1866, aflat într-o vizită prin Avrig, Eminescu se va revedea (îl cunoscuse în 1864) cu Ioan Al. Lăpedatu. Eminescu locuiește în Sibiu câteva zile, la Ioan Al. Lăpedatu, lângă Biserica dintre Brazi.

## Volume
- Încercări în literatură, Brașov, 1874 (volum reeditat, în 1976, la Editura Dacia din Cluj, de D. Vatamaniuc)
- Nuvele istorice, prefață de Andrei Bârseanu, vol. I-II, Sibiu, 1905-1906